# Stedelijk Museum voor Actuele Kunst

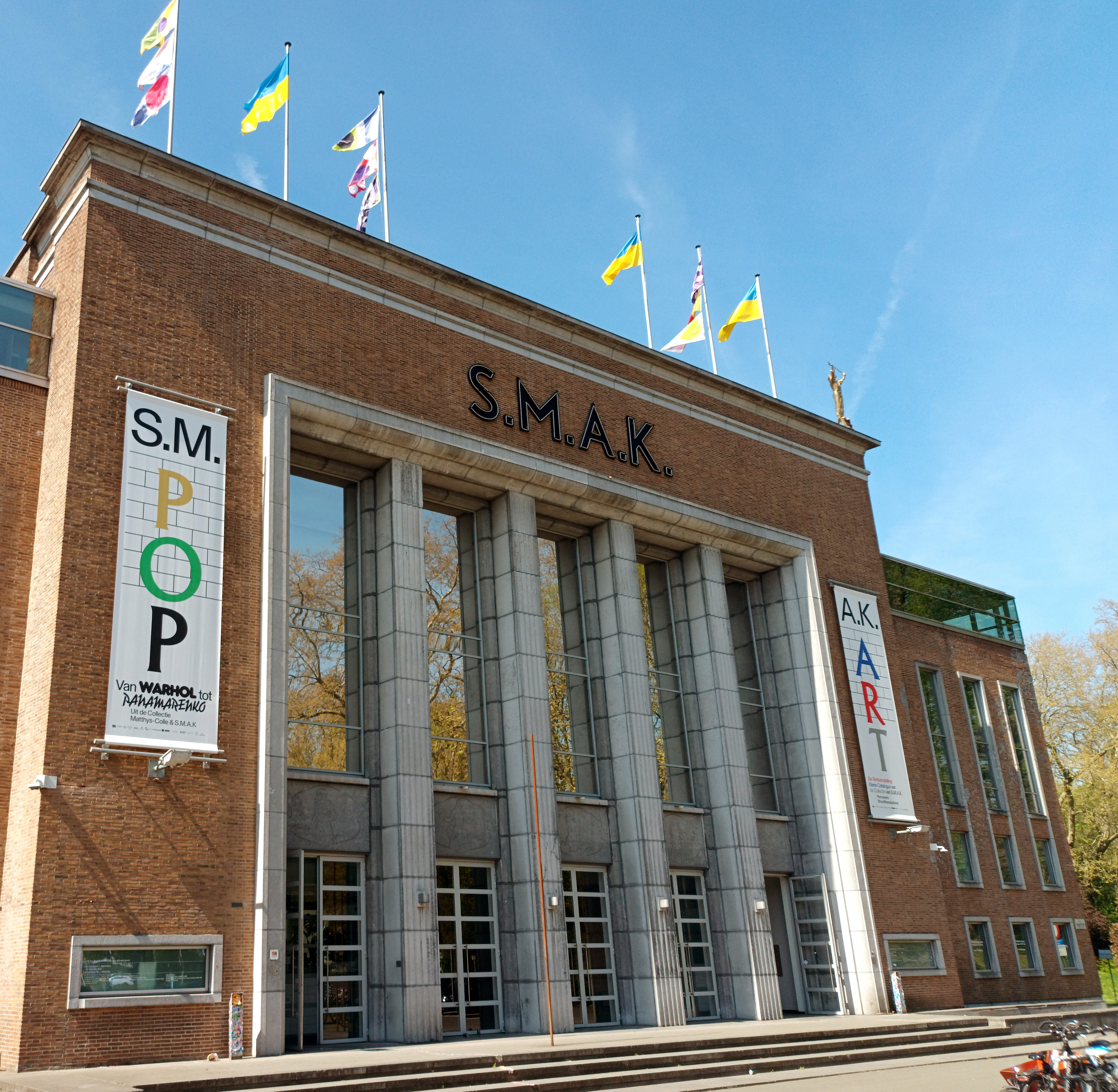
Stedelijk Museum voor Actuele Kunst, Gent

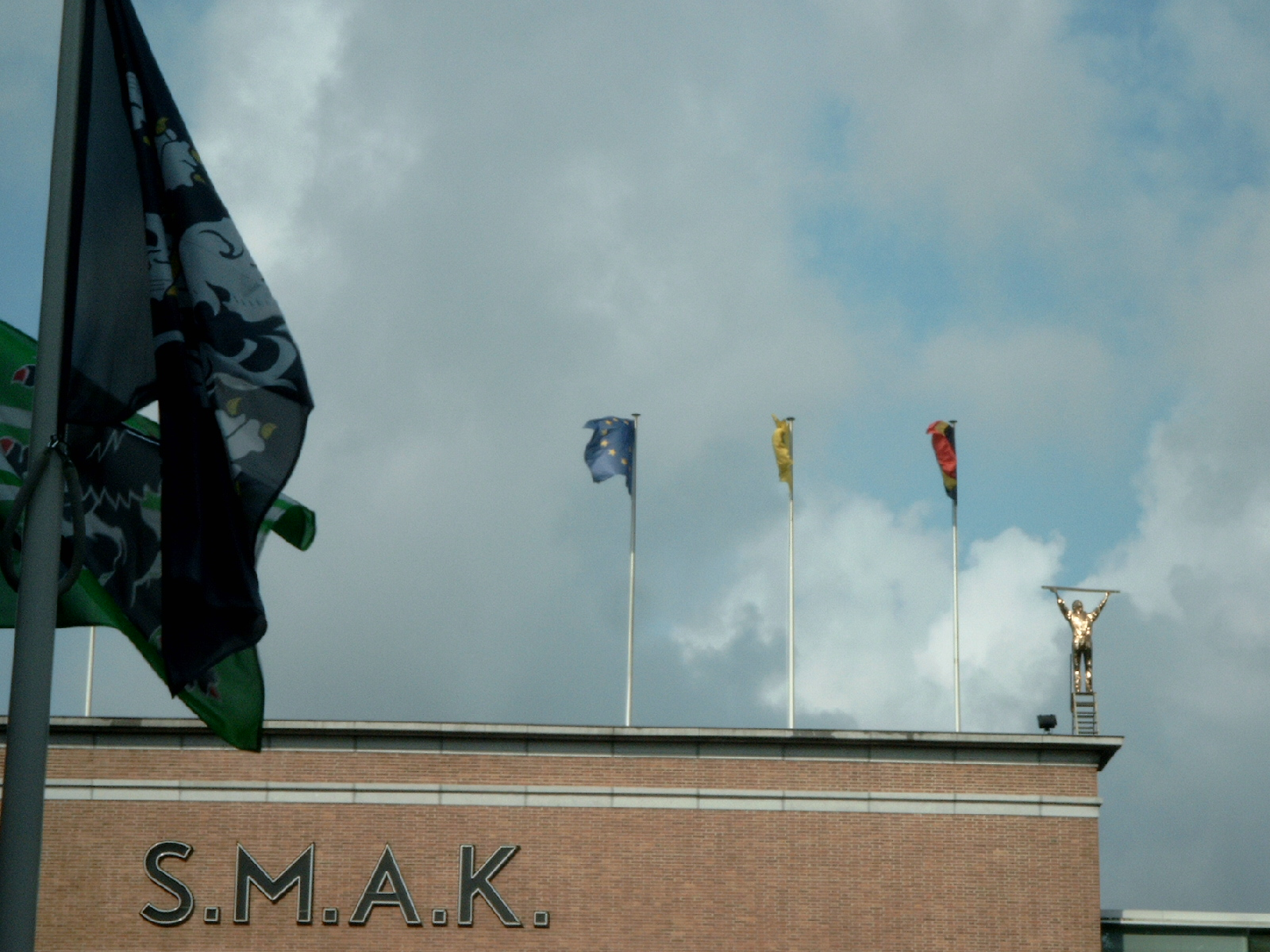
Voorgevel S.M.A.K. te Gent met sculptuur van Jan Fabre

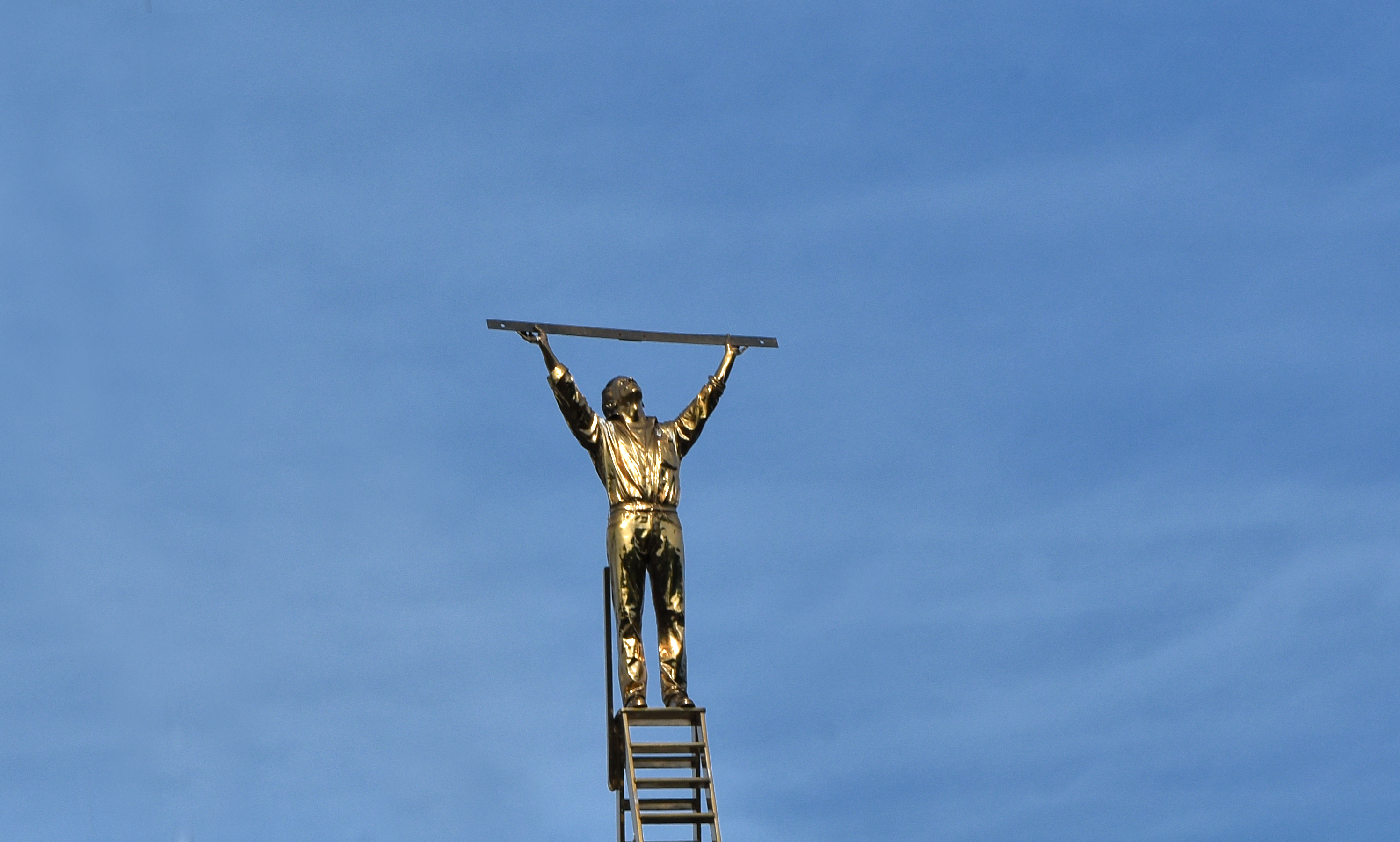
De man die de wolken meet op het S.M.A.K. te Gent

Het Stedelijk Museum voor Actuele Kunst (S.M.A.K.) in Gent werd opgericht in 1999. De oorsprong van dit museum gaat terug tot 1957 toen wegbereider Karel Geirlandt de 'Vereniging voor het Museum van Hedendaagse Kunst' oprichtte en er de eerste voorzitter van werd. Zijn opvolgers daarin waren Marc De Cock, Dirk Schutyser en Philippe Leeman werd dan de voorzitter van de Vereniging van het S.M.A.K. die nu door het leven gaat als 'Vrienden van S.M.A.K.'.
In 1975 werd Jan Hoet de conservator van het 'Museum van Hedendaagse Kunst', toen gelegen in enkele zalen van het Museum voor Schone Kunsten te Gent. In 1999 kreeg het een eigen locatie in het gerenoveerde casinogebouw en veranderde de naam in het 'Stedelijk Museum voor Actuele Kunst' (S.M.A.K.). De twee musea kwamen tegenover elkaar te liggen in het Gentse Citadelpark en vormen zo een belangrijke museumsite. Op het dak van het S.M.A.K. staat de sculptuur 'De man die de wolken meet' (1998) van Jan Fabre.
Nadat Jan Hoet met pensioen was gegaan, kreeg Peter Doroshenko op 1 december 2003 de leiding. Hij werd na een proefperiode van een jaar echter bedankt voor bewezen diensten. Het ontslag van Doroshenko zorgde voor opschudding. Kunstenaars en curatoren onder leiding van Luc Tuymans vreesden voor de toekomst en onafhankelijkheid van het museum. Een petitie werd overhandigd aan de voorzitter van de raad van bestuur; cultuurschepen Sas Van Rouveroij. Het ontslag werd niet ongedaan gemaakt, maar er werden een aantal wijzigingen doorgevoerd in de organisatiestructuur van het museum. Zo gaf Jan Hoet zijn plaats in de raad van bestuur op. Philippe Van Cauteren, die in 1999 aan de zijde stond van Hoet, maar ondertussen in Duitsland actief was als zelfstandig curator, werd vervolgens aangesteld als artistiek directeur.

## Collectie
De collectie van S.M.A.K. toont vooral Europese moderne kunst van 1945 tot en met de hedendaagse kunst. Het museum heeft werken uit kunststromingen zoals Cobra, popart, minimal art, conceptuele kunst en arte povera van kunstenaars die ondertussen tot de wereldtop behoren.
Kunstwerken zowel van internationale kunstenaars als Joseph Beuys, Gerhard Richter, Hanne Darboven, Thomas Schütte, Art & Language, David Hammons, Pascale Marthine Tayou en Juan Muñoz, als van Belgische grote namen zoals Panamarenko, Danny Matthys, Hugo Debaere, Wim Delvoye, Jan Vercruysse, Jan Fabre, Koen Theys, Jan De Cock, Luc Tuymans en Michaël Borremans maken deel uit van de collectie.
S.M.A.K. beschikt over een van de grootste collecties van de conceptuele kunstenaar Marcel Broodthaers. In het hiervoor ontworpen Broodthaerskabinet wordt deze collectie permanent tentoongesteld. Dit kabinet heeft de functie om de werken tentoon te stellen en om een plaats bieden waar de werken van Broodthaers kunnen worden bestudeerd. In het voorjaar van 2011 werd een eerste presentatie aan het publiek getoond.
Vermeldenswaardige meesterwerken zijn bijvoorbeeld de installaties Wirtschaftswerte van Joseph Beuys, Die Toilette van Ilya Kabakov en het schilderij Figure Sitting van Francis Bacon.

## Tentoonstellingen

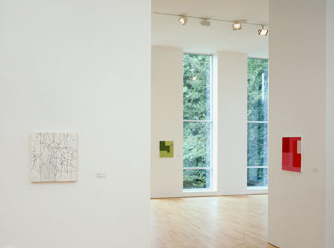
Jürgen Partenheimer, Stedelijk Museum voor Aktuele Kunst, S.M.A.K. Gent, 2002

De roemrijkste tentoonstellingen van het museum dateren uit het Hoet-tijdperk. Met name met Chambres d'Amis (1986) - waarbij kunstenaars ingrepen in een aantal privé woningen - plaatste Jan Hoet Gent en zichzelf op de artistieke kaart. De tentoonstelling speelde een belangrijke rol bij zijn aanstelling als artistiek leider van DOCUMENTA IX (1992). Voor de tentoonstelling rond Paul McCarthy in 2008 moest het museum volgens de populaire Amerikaan half verbouwd worden. Volledige monumentale museummuren werden weggenomen en verplaatst.
Ondertussen is er stijgende kritiek op het zelden aanwenden en tentoonstellen van de ruime en interessante collectie en zelfs op de preservatie van deze collectie. Sinds 2010 werd met de tentoonstelling 'Inside Installations' een eerste antwoord op die kritiek geuit en in de zomer van 2011 volgde een tweede collectiepresentatie. In 2012 werd TRACK georganiseerd, een grote stadstentoonstelling als opvolger van 'Chambres d'Amis' en 'Over the Edges'. Berlinde De Bruyckere nam in 2013 deel aan de Biënnale van Venetië, waarna een presentatie in S.M.A.K. volgde van onder andere Kreupelhout-Cripplewood in 2014.
In de loop van de jaren organiseerde S.M.A.K. belangrijke solotentoonstellingen van Jef Geys, Lili Dujourie, Larry Sultan, Joris Ghekiere, Kader Attia, Imi Knoebel, Christoph Buchel, Gerhard Richter, Raoul De Keyser, Rinus Van de Velde, en Lee Kit. In 2019 bestond het museum twintig jaar en toonde het voor het eerst sinds het ontstaan van S.M.A.K. in het volledige museumgebouw kunstwerken uit de collectie.